# Едуардо Рејес Ортиз
Едуардо Рејес Ортиз (рођен 1. јануара 1907. у Боливији) био је боливијски фудбалер, који је играо на позицији нападача.

## Каријера
Током каријере уписао је један наступ за репрезентацију Боливије, на Светском првенству 1930. године. Целу своју каријеру је играо у екипи Стронгест.